# Río Carachas
El río Carachas es un curso de agua que nace el portezuelo del mismo nombre en la cordillera de los Andes y desemboca en el río Grande, uno de los formativos del río Limarí.

## Trayecto
Nace en el portezuelo del mismo nombre, en la cordillera de los Andes, en la divisoria de aguas con el río Los Molles y se dirige al sur, paralelamente al río Colorado (Grande) y recibe las aguas del río Patillos luego sigue hacia el Sur y desemboca en el río Grande (Limarí)

## Historia
Luis Risopatrón lo describe en su Diccionario Jeográfico de Chile en 1924 sobre el río:: 239 
Carachas (Rio) 30° 55' 70° 25’. Es de buena agua, nace en el portezuelo del mismo nombre, a 3 768 m de altitud i corre hacia el SW, en un cajón. en que se encuentra leña i pasto en las vegas, en un lecho bastante pedregoso cerca de su desembocadura, en la márjen N del curso superior del rio Grande 119, p. 159 i 235; 131; i 156.